# Aceite de hachís
El aceite de hachís (también conocido como cera) es una extracción del cannabis. Es una matriz resinosa de cannabinoides obtenidos a partir de la planta Cannabis. Su extracción se realiza mediante disolventes, cuyo resultado es una chapa endurecida o viscosa.

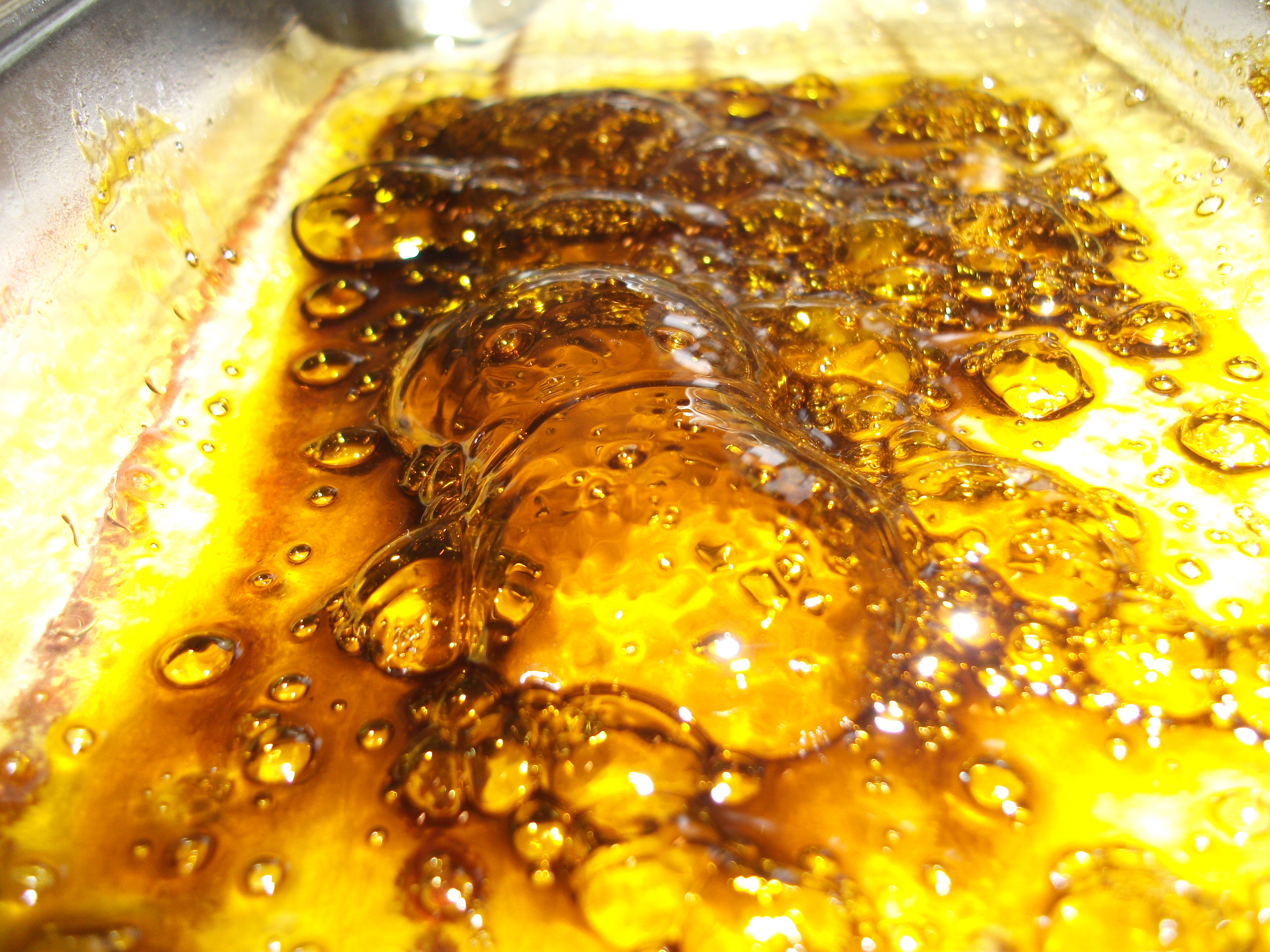

Debido a su alto nivel de compuesto psicoactivo por volumen, el aceite de hachís puede ser el más potente de los productos principales del cannabis. Puede variar según sea la mezcla de aceites esenciales de la planta y compuestos psicoactivos.

## Niveles de tetrahidrocannabinol
Se ha descubierto que, bien realizada, la extracción puede llegar a alcanzar entre un 30 % y un 90 % de tetrahidrocannabinol (THC), rangos que ninguna otra marihuana supera: oscilan entre un 5 % y un 20 % de THC. Sólo algunas extracciones de hachís sólido se acercan a esos porcentajes: entre 20 % y 60 % de THC.

## Elaboración
Estos concentrados de marihuana se obtienen mediante un tubo de acero o borosilicato, lleno de marihuana, agujerado por un lado y con una entrada para la válvula de una botella de gas butano (sin impurezas). El butano, al ser un disolvente apolar, es capaz de arrastrar los tricomas de la marihuana, depositándolos en un recipiente que recogerá el líquido saliente del tubo. Una vez obtenido el líquido resultante, sólo se tendrá que evaporar todo el gas, purgando bien la muestra.
El butano es un gas inflamable y tóxico por lo que siempre se debe realizar la extracción al exterior, en un lugar ventilado.
Hay una gran controversia en cuanto a la toxicidad de las extracciones hechas con disolventes, como el BHO. Es muy importante que la extracción sea purgada correctamente para extraer todas las impurezas del butano de la muestra, de no hacerse correctamente la muestra quedaría contaminada por el butano siendo peligroso su consumo La purga del gas puede hacerse introduciendo la muestra en un desecador conectado a una bomba de vacío e induciendo la extracción a un vacío final de al menos 34 bares de presión eliminando así todo el gas de la muestra.
Se pueden hacer extracciones de cannabis menos nocivas que no usan solventes, como el Rosin. No es necesario el uso de gas ya que actúan por calor y presión. Es un método más novedoso, eficiente y limpio. Hoy en día es el método más utilizado, ya que las herramientas para obtener el concentrado, son más baratas que las necesarias para obtener BHO.

## Consumo
Su consumo se realiza mediante pipas de agua o surtidores, los cuales permiten aportar fácilmente la dosis por inhalar. Un surtidor está formado por la pipa en sí y una cazoleta de titanio, donde se introducen las sustancias. Existen varios tipos de estas pipas o surtidores:
- Surtidor. Es una pipa de agua de vidrio de borosilicato. Se diferencia de las pipas de agua típicas (bongs) por su diseño, que propicia una manera de fumar más delicada y fácil, sin necesidad de hacer grandes aspiraciones. Las terminaciones de los surtidores de borosilicato pueden ser muy variadas. Se diferencian bien de las habituales de uso científico, por sus diseños de cristal transparente, sin mucha floritura, muy funcionales, y de los destinados a bebidas (copas), pues más que para uso como pipas de agua son auténticas obras de arte de cristal soplado.
- Microsurtidor. Es un modelo especial para degustar el aceite de hachís, que por su pequeño tamaño concentra mucho el sabor. No suele disponer de mucho suministro de agua. Normalmente contiene cuatro pequeños orificios para filtrar.
- Macrosurtidor. Modelos similares al anterior, de mayor tamaño. Los más famosos son los tipo Toro. Denominados así por ser ésta la firma que desarrolló el modelo. Suele ser un surtidor pequeño con filtro de muchos orificios in-line. En ellos se pueden degustar muy bien el aceite de hachís y las resinas.[8]

También se puede consumir vía oral, cuyo fin principal ha de ser terapéutico. Además, para este tipo de consumidores medicinales, estos aceites son muy prácticos, ya que se pueden diluir con otros aceites: (de oliva, por ejemplo), lo cual hace mucho más sencillo ajustar la dosis a cada paciente, tanto así que se consiguen sólo los efectos deseados, sin llegar a notar efectos psicoactivos.

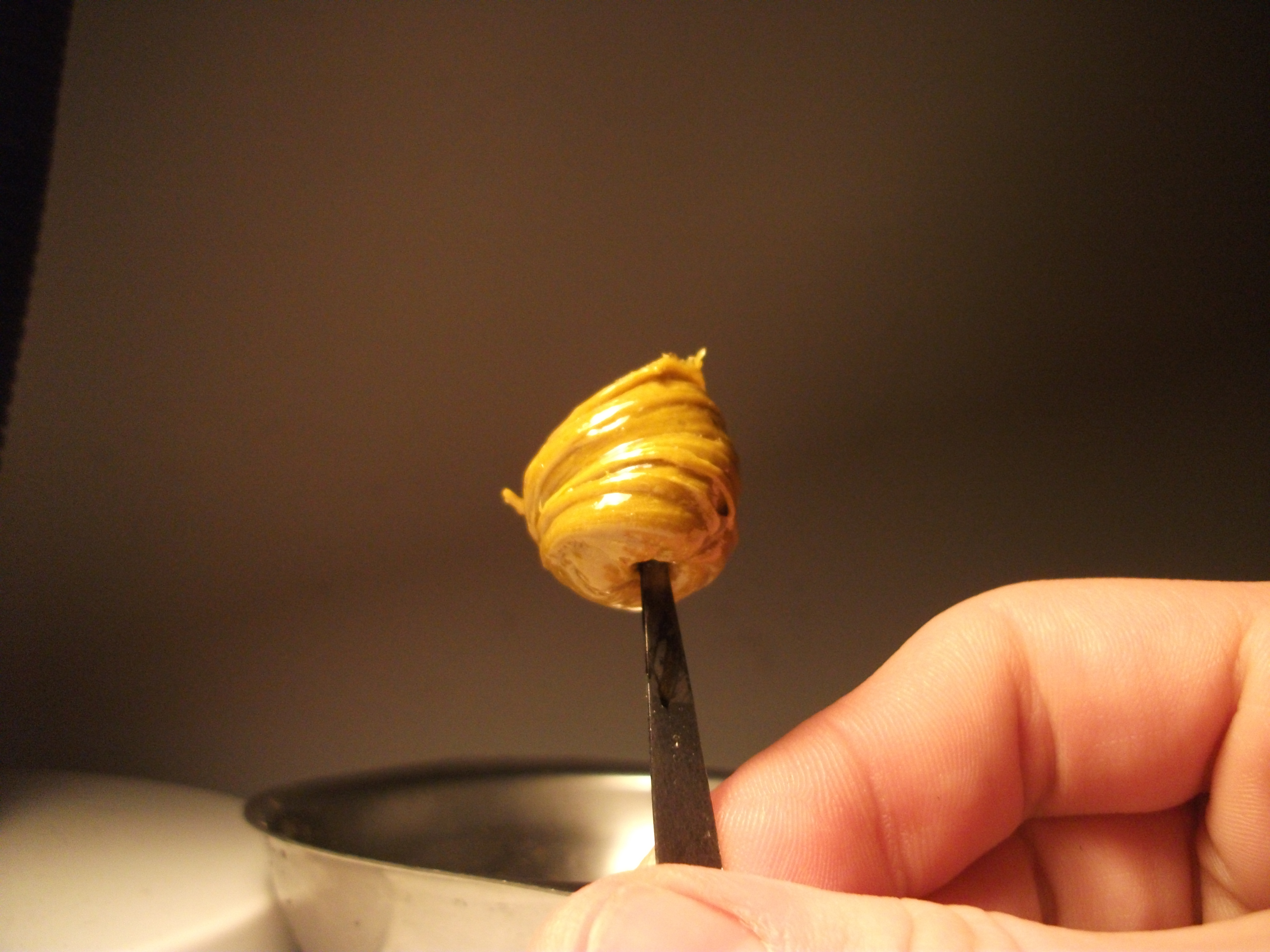

### Efectos
Casi sin dejar de exhalar, los efectos se notarán al instante. Debido a la creciente temperatura del cuerpo, lo más común es que cause sudor. Tiene un efecto cerebral eufórico, claro, fuerte, con ligeros mareos, tos, entumecimiento o bloqueo físico.
Todo dependerá del Cannabis seleccionado. Por ello, si se es fumador poco habitual de este tipo de sustancias, es recomendable consumirlo con precaución. El efecto puede durar entre dos y ocho días, dependiendo del consumidor.

## Legalidad

### Australia
En el Territorio del norte de Australia, los adultos que se encuentren en posesión de hasta un gramo de este aceite de hachís se pueden enfrentar a una multa de hasta $200, los cuales, si se pagan antes de 28 días, quedarán exentos de infracción penal.

### Italia
Se emitirá una advertencia a quienes estén en posesión de una sustancia para uso personal que contengan hasta un gramo de THC, con sanciones subsecuentes si reincide el sujeto.

### Portugal
Aunque el suministro de instrumentos utilizados en la producción y el consumo de cannabis es ilegal en Portugal, la legislación portuguesa permite la posesión de hasta 2,5 gramos de aceite de hachís para uso personal.

### EE. UU.
La legalidad de hachís en Estados Unidos varía según el estado o municipio, aunque a nivel federal sigue siendo ilegal. En algunas zonas, para uso médico o recreativo, la posesión y el uso o la venta y la producción (según el método utilizado) puede ser legal o despenalizado.
En noviembre de 1995 se modificaron algunas directrices, pero en la ley federal no se define explícitamente la diferencia entre marihuana, hachís y aceite de hachís. Esto requirió una evaluación caso por caso de los preparados de cannabis. Bajo las pautas federales de 1996, al aceite de hachís se le caracteriza como "preparación de los cannabinioides solubles derivados del Cannabis que incluye uno o más de los tetrahidrocannibinoles siguientes: cannabinol, cannabidiol, o cannabicromeno, y esencialmente libre de material vegetal.

### Reino Unido
En el marco del «Uso indebido de drogas» de la Ley de 1971, al hachís se le clasifica como sustancia controlada de Clase B. En 2013, el tema de la argumentación jurídica fue el "cannabis líquido".

### Colombia
La dosis personal de marihuana es de 20 gramos y de aceite de hachís es de origen desconocido.